# 19230 Sugazi
19230 Sugazi este un asteroid din centura principală de asteroizi.

## Descriere
19230 Sugazi este un asteroid din centura principală de asteroizi. A fost descoperit pe 11 octombrie 1993 la Kitami de Kin Endate și Kazuro Watanabe. Asteroidul prezintă o orbită caracterizată de o semiaxă mare de 2,20 ua, o excentricitate de 0,13 și o înclinație de 4,4° în raport cu ecliptica.